# Якубсон, Арон Карлович
Арон Карлович Якубсон (1896—1976) — советский учёный-дерматовенеролог, доктор медицинских наук (1939), профессор (1939).
Автор более 90 научных работ и 2 монографий.

## Биография
Родился в 1896 году в Смоленске в еврейской семье.
В 1919 году окончил медицинский факультет Московского университета и затем в течение семи лет находился в рядах РККА в годы Гражданской войны в России. После войны работал в Военно-медицинской академии и в Ленинградском институте усовершенствования врачей. В 1923 году Арон Якубсон исполнял обязанности ординатора кафедры кожных болезней медицинского факультета Смоленского университета; в 1924 году стал ассистентом, а в 1925—1931 годах работал старшим ассистентом.
В 1931 году Арон Карлович по конкурсу занял должность научного руководителя Башкирского кожно-венерологического института и оставался на этой работе до декабря 1939 года, в 1935 году возглавлял кафедру кожных болезней (дерматовенерологии) Башкирского медицинского института, став первым её заведующим. В 1938 году защитил докторскую диссертацию на тему «Ликвородиагностика в практике сифилидолога». Написанная по материалам диссертации монография стала настольной книгой врача сифилидолога. В 1939 году Якубсону было присвоено звание профессора, и он стал возглавлять кафедру Воронежского медицинского института, которой и руководил до 1953 года. В годы Великой Отечественной войны (1942—1944) кафедра вместе со всем институтом находилась в Ульяновске, где продолжала работу по подготовке врачей.
В годы Отечественной войны А. К. Якубсон работал консультантом кожно-венерологического госпиталя Юго-западного фронта, а с момента эвакуации института в Ульяновск — консультантом в госпиталях и воинских частях города. Вернувшись в Воронеж, продолжал работать в медицинском институте и являлся консультантом в ряде лечебных учреждений города. В 1955 году был избран по конкурсу заведующим кафедрой Новосибирского медицинского института и жил в этом городе до конца жизни.
Занимаясь общественной деятельностью, Арон Карлович с 1955 года руководил Новосибирским дерматовенерологическим обществом, до этого возглавлял Общество дерматовенерологов в Уфе (1931—1939) и в Воронеже (1939—1954). Был избран почётным членом Новосибирского и Башкирского дерматовенерологических обществ.
Умер в 1976 году в Новосибирске.